# Srpska književnost
Srpska književnost je književnost pisana na srpskome jeziku.

## Počeci pismenosti
Kao i kod ostalih Slavena, počeci pismenosti u Srba vezani su uz prihvaćanje kršćanstva te djelovanje kršćanskih misionara Ćirila i Metoda. Oni su za slavenske narode u 9. stoljeću sastavili prvo pismo (glagoljicu). Njime su zapisali jezik starih Slavena. Prijevodom crkvenih knjiga na staroslavenski stvorili su prvi slavenski književni jezik te postavili temelje slavenskoj književnosti. Metodovi učenici su i Srbima donijeli rukopise na glagoljici. Do danas ih je sa srpskoga područja malo sačuvano.

## Srednjovjekovna književnost
Srpska književnost se razvija od 12. stoljeća, kada na narodnom jeziku nastaju religiozna djela, biblijske priče i biografije svetaca. Najstariji primjer srpske pismenosti je Miroslavljevo evanđelje (srpski: Мирослављево јеванђеље) s 362 ispisane stranice. Knjiga je pisana između 1180. i 1191. na crkvenoslavenskome. Napisala su je dva svećenika, Grigorije i vjerojatno Varsameleon za Miroslava, vojvodu Zahumlja, brata kralja Stefana Nemanje. Stoljećima je Miroslavljevo evanđelje držano u manastiru Hilandaru u pravoslavnoj crkvi na planini Athos u Grčkoj.

#### Prijevodna književnost, biografije vladara
U srednjem vijeku, snažna srpska (raška) država pod vodstvom Stefana Nemanje podupire književno stvaralaštvo i prevođenje u krugovima obrazovanih svećenika. Organizirano književno i kulturno djelovanje se odvija u velikim manastirima (Studenica, Žiča, Manasija, Mileševo, Dečani, Peć). Iako su uglavnom stvarali po uzoru na bizantske književne oblike, pisci toga doba razvijaju i originalni žanr - biografije srpskih vladara. Tu je tradiciju započeo Sveti Sava (Sava Nemanjić, oko 1175–1235), najmlađi sin Stefana Nemanje, napisavši biografiju svog oca. Sveti Sava je i osnivač nezavisne srpske crkve i začetnik nacionalne književnosti.
Monah Teodosije (oko 1246. – oko 1328.) je uvjerljivo ispripovijedao "Život sv. Save". Monahinja Jefimija (oko 1349. – nakon 1404./1405.) je autorica "Pohvale svetomu knezu Lazaru". Djelo je nastalo 1402. i ima izvezeni pokrov. Obrazovani vladar Stefan Lazarević (oko 1377. – 1427.) je u prvom desetljeću 15. stoljeća napisao "Slovo ljubve", lirsku pjesmu u prozi, koja u obliku poslanice u 10 strofa pjeva o ljepoti, duhovnoj ljubavi i ljudskom razumijevanju.
Turskim osvajanjem Srbije 1459. postupno dolazi do opadanja pisane književnosti. Usmena književnost opstaje u ruralnim područjima kroz epove, pjesme, priče, poslovice i druge oblike, koji će većim dijelom biti prikupljeni i zapisani u 19. stoljeću. Narodne i epske pjesme koje su se prenosile s generacije na generaciju obično opisuju povijesne događaje, kao što je Bitka na Kosovskom polju.

## Barok i predromantizam
Srpska književnost u Vojvodini nastavila se na osnovi srednjovjekovne tradicije. Na nju je dosta utjecala ruska barokna književnost. Srpski barok ispisan je ponovno na crkvenoslavenskome jeziku. Najpoznatiji autori srpskoga baroka su Đorđe Branković, Gavril Stefanović-Venclović, Jovan Rajić i Zaharije Orfelin.

#### Dositej Obradović
Do značajnijeg oporavka kulture i književnosti dolazi u 18. stoljeću. Istaknuto ime iz razdoblja prosvjetiteljstva i predromantizma je Dositej Obradović. Poliglot i čovjek velike naobrazbe, većinu života je proveo putujući Europom i Malom Azijom. Autor je znamenite autobiografije "Život i priključenija Dimitrija Obradovića" (1783). Napustio je svećeničko zvanje i okrenuo se učenju, naučavanju, djelovanju na području kulture. Djelovao je u Rusiji, Engleskoj, Njemačkoj, Osmanskoj Turskoj i Italiji. Kasnije je postao ministar obrazovanja u Srbiji.

## 19. stoljeće: Romantizam, realizam

#### Vuk Stefanović Karadžić
U razdoblju od 1820. do 1870. primjetni su utjecaji europskog romantizma, posebno u pogledu folklora i nacionalne svijesti. Središnja figura tog razdoblja je Vuk Stefanović Karadžić (1787–1864), samouki jezikoslovac, folklorist i etnograf. Reformirao je književni jezik (s Đurom Daničićem), autor je srpskog rječnika i gramatike te sakupljač pučkih priča i pjesama. U književnost je uveo živi pučki jezik štokavskoga govora, reformirao ćirilicu i pojednostavnio pravopis na fonološkom principu. Od 1825. je uglavnom živio u Beču, gdje je i preminuo. U razdoblju od 1834. i 1841. je skupljao jezično i folklorno blagu u Crnoj Gori, Dalmaciji, Slavoniji, Srijemu i civilnoj Hrvatskoj, i objavio ga pod srpskim imenom, što i danas izaziva prijepore i kritike u lingvističkim i političkim krugovima.
Njegovo glasovito pravilo "Piši kako govoriš" po nekima je preuzeto iz iz djela Nijemca Johanna Adelunga, »Vollstandige Anweisung zur deutschen Orthographie«; koje glasi: »Schreib wie du sprichst« (Piši kako govoriš). U jezikoslovni rad i metode ga je u Beču upućivao slovenski jezikoslovac Jernej Kopitar, koji je Karadžića koristio i kao instrument ostvarenja austrijskih ciljeva na Balkanu.

#### Petar Petrović Njegoš
Najboljim piscem 19. stoljeća smatra se crnogorski vladar Petar II. Petrović Njegoš. Njegova epska poema "Gorski vijenac" (1847.) pjeva o događaju iz crnogorske povijesti, slika sliku crnogorskog društva i odražava Njegošev filozofski nazor o vječnoj borbi dobra i zla. Branko Radičević se u lirici odmiče od didaktičnosti kao glavnog cilja poezije. Uz njega, istaknuti autori romantizma su Jovan Jovanović Zmaj, Đura Jakšić i Laza Kostić.
Od 1870 do 1900. tendencije su prema realizmu, što se vidi u djelima Laze Lazarevića, Sime Matavulja i satiričara Stevana Sremca. Krajem 19. i početkom 20. stoljeća srpska književnost je pod utjecajem europskih strujanja, pogotovo francuskog simbolizma i psihološkog romana. Istaknuti autori na prijelazu stoljeća su pjesnici Jovan Dučić, Aleksa Šantić i Milan Rakić, dramatičar Branislav Nušić i prozaik Borisav Stanković, zapažen po romanu "Nečista krv" (1910.) u kojem opisuje tragični sraz tradicije i modernosti, te istočne i zapadne kulture u provincijskoj Srbiji.

## Suvremena književnost
U 20. stoljeću srpska je književnost procvjetala. Javljaju se novi, talentirani pisci. Jelena Dimitrijević (1862. – 1945.) i Isidora Sekulić (1877. – 1958.) najpoznatije su srpske spisateljice kraja 19. i prve polovice 20. stoljeća. Ivo Andrić, kojeg i hrvatska i srpska književnost drže svojim piscem, dobiva Nobelovu nagradu za književnost 1961.
Istaknuto ime je Danilo Kiš, zajedno s piscima Milošom Crnjaskim, Borislavom Pekićem, Miloradom Pavićem, Davidom Albaharijem, Miodragom Bulatovićem, Dobricom Ćosićem, Zoranom Živkovićem i ostalima. 
Akademkinja Svetlana Velmar-Janković (1933. – 2014.) je bila istaknuta književnica, urednica i kroničarka Beograda. Dobila je najuglednije književne nagrade. Djela su joj prevođena na engleski, francuski, njemački, španjolski, talijanski, bugarski, korejski i mađarski. Milorad Pavić (1929. – 2009.) danas je vjerojatno najčitaniji autor u Srbiji. Bio je predložen za Nobelovu nagradu za književnost. Najpoznatije njegovo djelo Hazarski rječnik (1984.) je prevedeno na 24 jezika i steklo veliku popularnost u Europi i Južnoj Americi. Roman je u New Yorku izašao 1988., a na kineskom je do 2013. doživio tri izdanja. 
Dramatičarka Biljana Srbljanović (r. 1970.) stekla je međunarodnu afirmaciju. Drame su joj prevedene na više od 30 jezika, i izvođene u više od 50 zemalja.

## Vanjske poveznice
- Srpski jezik i književnost
- Izabrana književnost i autori - Srpska, crnogorska i jugoslavenska književnost  Arhivirana inačica izvorne stranice od 13. svibnja 2007. (Wayback Machine)
- Kratki pregled srpske književnosti  Arhivirana inačica izvorne stranice od 2. listopada 2008. (Wayback Machine)
- Slavenski književnički izvori iz Slavenske službe za izvore, University of Illinois, Urbana-Champaign[neaktivna poveznica]
- Povijesna biblioteka: Srpska srednjovjekovna književnosti